# Bacillus anthracis
Bacillus anthracis es una especie del género de bacterias Gram positivas Bacillus siendo aerobio facultativo.  El nombre de la especie, anthracis, proviene del griego anthrakis (ἄνθραξ), «carbón», y se refiere al carbunco cutáneo, la patología más comúnmente producida por esta bacteria, en la cual se forma una gran lesión negra en la piel.

## Historia
El agente causal del carbunco se descubrió en el siglo XIX, no está claro quién fue el primero en asociar la bacteria con la enfermedad. Se atribuye a Barthelemy en 1823 por ser el primero en demostrar la transmisibilidad de la enfermedad mediante la inoculación de la sangre de un caballo muerto por carbunco a un caballo y una oveja, experimento que fue repetido por Leuret en 1824; Eilert en 1836 y otros más en los años 1850. La caracterización del material biológico potencialmente infeccioso («pequeños cilindros») fue hecha por Brauell, Pollender, Casimir-Joseph Davaine y Pierre Rayer entre los años 1855 y 1859.  El primero en observarlo directamente habría sido Delafond entre 1838 y 1860. Tiegel y Klebs en 1864 descubrieron que la infectibilidad se perdía si el material se filtraba. Finalmente, Cohn entre 1875 y 1892 lo denominó B. anthracis.
Fue la primera bacteria con demostración patógena concluyente en 1877 por Robert Koch, quien también logró demostrar su cultivo y el descubrimiento del fenómeno de esporulación.

## Descripción

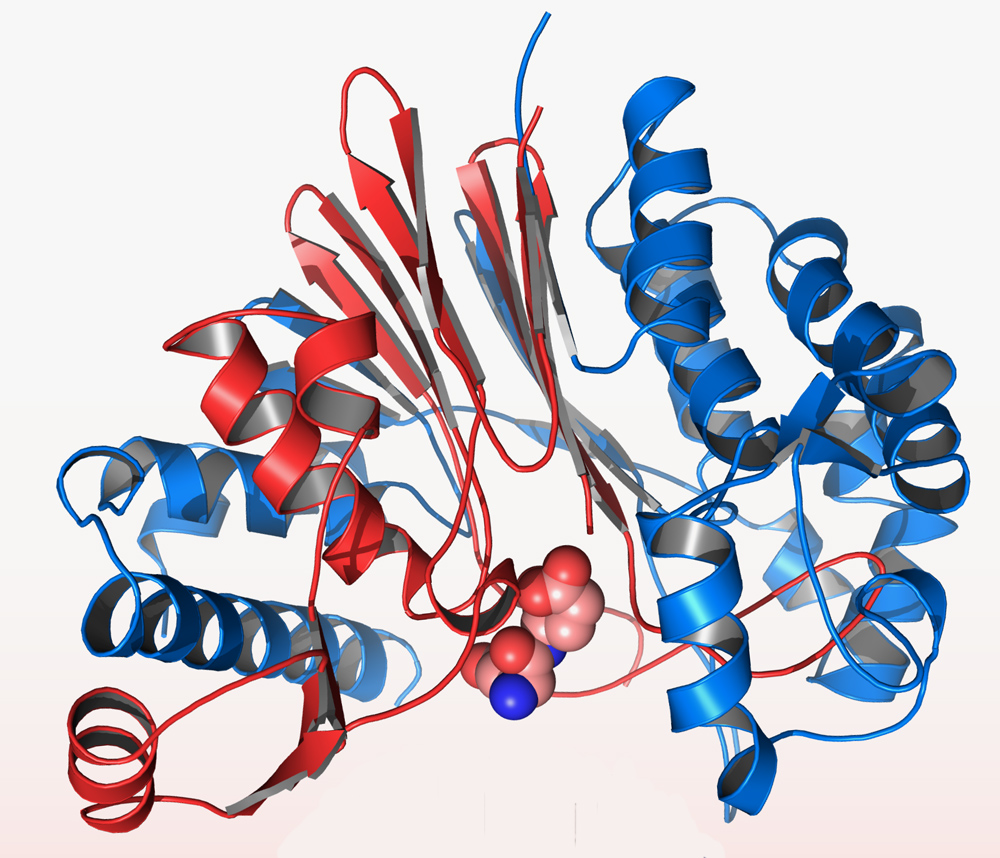
Estructura de la proteína CapD del Bacillus anthracis.

A diferencia de la mayor parte de las especies del género, Bacillus anthracis es inmóvil (es decir, no se mueve) y capsulada. La endospora característica de Bacillus es de forma redondeada y de situación central, sin deformar la célula. Cada célula mide entre 1 y 6 μm. Las esporas son muy resistentes a la temperatura y a los desinfectantes químicos, aunque se muestran muy sensibles a la penicilina. Es frecuente encontrar esporas en productos derivados de animales como lana o pienso. El proceso de esporulación se realiza siempre fuera del animal infectado. Las esporas se transforman en la forma vegetativa en medios favorables como la sangre y otros tejidos biológicos, ya sea animales o humanos, en particular ricos en aminoácidos, nucleótidos y en glucosa. El Bacillus anthracis es un organismo aerobio.
Las esporas suelen encontrarse en suelos alcalinos, y se cree que la germinación está relacionada con cambios bruscos de temperatura. Las bacterias penetran a través de heridas (carbunco cutáneo), vía oral (carbunco gastrointestinal) o por inhalación (carbunco inhalatorio), y este último es el más grave. Una vez dentro del huésped, las bacterias se difunden y se multiplican en los ganglios linfáticos hasta que alcanzan el torrente sanguíneo.

## Patogenia
El carbunco es una zoonosis que afecta tanto a humanos como a animales; según la vía de infección se clasifica en tres tipos: carbunco cutáneo (de la piel), pulmonar (pulmón) y digestivo (estómago y demás órganos digestivos).
El Bacillus anthracis tiene al menos 89 cepas conocidas, varían de entre las altamente virulentas con aplicaciones en armas biológicas y bioterrorismo, y las cepas benignas usadas por ejemplo en inoculaciones. Las cepas difieren por la presencia y actividad de varios genes, que determinan la virulencia y la producción de antígenos y toxinas. La forma asociada con los ataques del 2001, por ejemplo, consistía en organismos que producían la toxina y antígenos capsulares. 

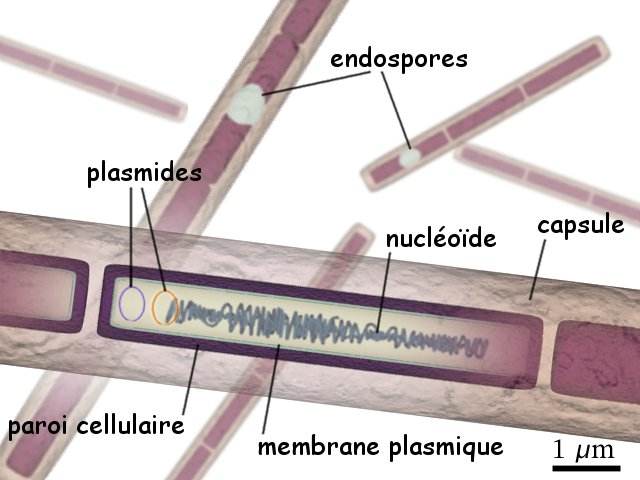
Estructura del Bacillus anthracis.

En condiciones de estrés ambiental, las bacterias de B. anthracis naturalmente producen endosporas, los cuales descansan en la tierra y pueden sobrevivir durante décadas. Cuando son ingeridas por vacas, por ovejas o por otros herbívoros, la bacteria comienza a reproducirse dentro del animal, y puede llegar a provocarle la muerte, para luego continuar reproduciéndose en el cuerpo sin vida. Una vez que los nutrientes se agotan, se producen nuevas esporas y el ciclo de vida se repite.
La acción patógena del Bacillus anthracis está mediada principalmente por dos factores de virulencia:
- Sustancia P: un polipéptido cápsular, compuesto por polímeros de ácido D-glutámico. Tiene propiedades antifagocitarias, lo que promueve la invasión bacteriana. De hecho, las cepas acapsuladas no son virulentas.
- Factor B: una exotoxina de naturaleza proteica, responsable de los síntomas clínicos.[8]  Son tres constituyentes proteicos en la toxina del bacilo: el antígeno protector, sin el que la toxina no causa efectos; el factor edematoso, una adenilciclasa dependiente de la calmodulina que aumenta las concentraciones de adenosín monofosfato cíclico (AMPc) con la consiguiente alteración de la homeostasis del agua, que causa edema; y el factor letal, metaloproteinasa con zinc que inhibe la vía MAPK, lo que provoca la muerte súbita. La deficiencia de estos elementos proteicos reduce la virulencia del organismo en un factor de 1000. Existe también un factor A antigénico pero carece de importancia inmunológica ya que no genera anticuerpos.

Estas proteínas son codificadas por el plásmido pXO1 (182 kb) y el plásmido pXO2 (95 kb). El plásmido pXO1 contiene los genes lef, cya y pag, que codifican para la toxina fracción letal, la fracción edematosa y el factor protector. El plásmido pXO2 contiene los genes capA, capB y capC, necesarios para la formación de la cápsula.
El organismo puede cultivarse en medios de cultivo con nutrientes ordinarios en condiciones tanto aeróbicas como anaeróbicas. Las infecciones con B. anthracis se pueden tratar con penicilina y con otros antibióticos activos en contra de las infecciones con bacterias Gram positivas.

## Diagnóstico
Se tomará una muestra mediante un hisopo estéril para realizar un cultivo (en Agar-Sangre), preferiblemente de la pústula maligna causada por la forma cutánea de la bacteria. Se observa que son bacilos Gram+ mediante tinción de Gram, y que forman colonias no hemolíticas, con un color blanquecino o blanco-grisáceo. Esto junto con una prueba de catalasa+ y el hecho de ser una bacteria aerobia estricta debería darnos pistas suficientes para establecer un diagnóstico. Las esporas no aparecen teñidas por la tinción de Gram, y si la muestra esta contaminada por otras bacterias deberiamos recurrir a medios específicos para B. Anthracis, como el AGAR-PLET, que permiten aislarla. Los cultivos de esta bacteria suelen ser sensibles a penicilina.